# Fabeae
Tribu
Classification phylogénétique
Les Fabeae sont une tribu de la famille des Fabaceae, sous-famille des Faboideae, qui regroupe diverses espèces de plantes herbacées annuelles de l'Ancien et du Nouveau monde réparties en cinq genres : Lathyrus L. (gesses), Lens Mill. (lentilles), Pisum L. (pois), Vavilovia Fed. et Vicia L. (vesces et fèves).
Synonyme : Vicieae.